# Methanoperedens nitroreducens
Candidatus Methanoperedens nitroreducens (mit Schreibvariante Ca. Methanoperedens nitratireducens, kurz Methanoperedens nitroreducens bzw. Methanoperedens nitratireducens) ist eine Kandidatenspezies (vorgeschlagene Art) methanotropher Archaeen aus der Ordnung Methanosarcinales der Euryarchaeota.
Die Methanotrophie bedeutet, dass diese Archaeen Methan verstoffwechseln, und zwar indem sie eine Oxidation von Methan mit einer Reduktion von Nitrat koppeln.
Ursprünglich hatte man diese Spezies für anaerob gehalten, tatsächlich besitzt sie aber Abwehrmechanismen gegen Sauerstoffschäden, was sie von echten anaeroben Spezies unterscheidet, die irreversible Schäden erleiden, wenn sie Sauerstoff ausgesetzt sind.

## Stoffwechsel
Ein Forscherteam um Boran Kartal vom Max-Planck-Institut für marine Mikrobiologie in Bremen hatte 2016 entdeckt, dass Ca. M. nitroreducens Methan in einer anaeroben Methanoxidation mit Hilfe von dreiwertigem Eisen in Kohlenstoffdioxid (CO2) umwandeln kann. Das dreiwertige Eisen wird dabei zu zweiwertigem Eisen reduziert, das gut wasserlöslich ist und somit anderen Organismen zur Verfügung steht. Dabei reduziert C. M. nitroreducens Nitrat zu Ammonium, welches seinerseits im Beisein geeigneter Mikroorganismen in einer Anammox-Reaktion ohne Sauerstoff elementaren Stickstoff (N2) bildet.

## Habitat
Dieser Mikroorganismus kommt in einer Vielzahl von natürlichen Gewässern und vom Menschen geschaffenen Ökosystemen vor, wo sich Nitrat an der oxischen/anoxischen Grenzfläche ansammelt. In solchen Umgebungen können diese Archaeen regelmäßig in begrenztem Umfang Sauerstoff ausgesetzt sein. Dies wird von ihnen aber aufgrund der Abwehrmechanismen toleriert und sie sind so in der Lage, unter derartigen Bedingungen zu gedeihen.
Beispiele für solche Lebensräume sind Reisfelder und Kläranlagen.

## Anwendungen
Die genannten Eigenschaften machen sie für künftige Anwendungen interessant, etwa indem sie für die gleichzeitige Entfernung von gelöstem Methan und stickstoffhaltigen Schadstoffen in sauerstoffarmen Systemen eingesetzt werden.
Reisfelder sind beispielsweise eine bedeutende Methanquelle und tragen bis zu 20 % zu den gesamten Methanemissionen aus Feuchtgebietsökosystemen bei.
In einem Bioreaktor, der zweierlei Mikroorganismen enthält (Ca. M. nitroreducens und die Anammox-Organismen), könnte gleichzeitig Ammonium, Methan und Nitrat aus Abwasser in harmlosen elementaren, molekularen Stickstoff und Kohlenstoffdioxid umgewandelt werden, wobei Kohlenstoffdioxid ein weniger klimaaktivesTreibhausgas als Methan ist.

## Stämme
Bekannte Stämme (englisch strains) sind ANME-2d (Referenz) und UBA453.

## Etymologie
Der Gattungsname Methanoperedens leitet sich ab von neulateinisch methano ‚Methan betreffend‘ und peredens ‚verzehrend‘, ‚aufzehrend‘ bedeutet also „Methan verbrauchend“.
Das Namens-Epitheton nitroreducens leitet sich ab von altgriechisch νίτρον nítron, deutsch ‚Kaliumnitrat‘, ‚Salpeter‘ und neulateinisch reducencs ‚reduzierend‘; die Schreibvariante nitratireducens kommt von neulateinisch nitras (Genitiv nitratis), ‚Nitrat‘.